# لیلیا سیگورداتوتیر
لیلیا سیگورداتوتیر (ایسلندی: Lilja Sigurdardottir؛ زادهٔ ۱۹۷۲) نویسنده اهل ایسلند است.
از فیلم‌هایی که وی در آن‌ها نقش داشته است، می‌توان به کاتلا اشاره نمود.